# Праймаза
ДНК-праймаза  — это фермент ДНК-полимеразы, который принимает участие в репликации ДНК.
Праймаза синтезирует короткий фрагмент РНК, называемый праймером, комплементарный одноцепочечной матрице ДНК. Праймаза играет ключевую роль в репликации ДНК, так как неизвестно ни одной ДНК-полимеразы, способной начать синтез ДНК без затравки (праймера).